# 武藤嘉文
武藤嘉文（日语：むとう かぶん，1926年11月18日—2009年11月4日），日本政治家，自由民主党众议员。岐阜县人。父亲为武藤嘉一。

## 生平
岐阜縣各務原市出身。高中畢業後入讀上海的東亞同文書院大學，但因日本敗戰而回國，入讀京都大學法學部。在校中從師於時任大學校長瀧川幸辰。1951年，京都大学法学部毕业，進入武藤酿造厂任理事。1952年1月任岐阜青年会议所理事长。1954年5月转至菊川酿造公司。1956年3月，轉入第一商事社。1965年11月任武藤嘉商事社长。
1967年1月以来六次当选众议员。曾任日本青年会议所副会长。1978年12月任自民党副于事长。1979年11月至1980年任第二次大平内阁農林水產大臣。后任自民党商工部会部会长，政调会副会长，纤维对策特别委员会委员，众议院预算委员会委员。1996年11月的第二次橋本內閣就任了負責行革担当的總務廳長官。曾到欧洲、中东、近东、东南亚地区参观访问。